# Petiville, Seine-Maritime
Petiville là một xã thuộc tỉnh Seine-Maritime trong vùng Normandie miền bắc nước Pháp.

### Huy hiệu
| Arms of Petiville | The arms of Petiville are blazoned: Argent, on a bend wavy azure between a leopard and a buckle reversed gules, a sword Or. |

## Dân số
| 1962                                 | 1968 | 1975 | 1982 | 1990 | 1999 | 2006 |
| ------------------------------------ | ---- | ---- | ---- | ---- | ---- | ---- |
| 629                                  | 765  | 980  | 922  | 970  | 982  | 1057 |
| Từ năm 1962: Dân số không tính trùng |      |      |      |      |      |      |